# Kadsura acsmithii
Kadsura acsmithii là một loài thực vật có hoa trong họ Schisandraceae. Loài này được R.M.K.Saunders miêu tả khoa học đầu tiên năm 1997.